# Chief Branding Officer
Der Chief Branding Officer (CBO) ist im englischsprachigen Raum die Bezeichnung für eine Person, welche die Verantwortung für die in einem Unternehmen vorhandenen Marken trägt. Deshalb ist das in der deutschen Nomenklatur der Geschäftsführer Marketing. Ein Branding Officer ist  ein Bereichsleiter Marketing oder dessen Mitarbeiter.
Der CBO ist verantwortlich für die Entwicklung und das Management einer Marke und ihrer mitunter zahlreichen Anwendungsmöglichkeiten. Seine Aufgabe besteht darin, die Marke strategisch am Markt zu positionieren, sie weiterzuentwickeln und ihr gesamtes kommerzielles Potential auszuschöpfen.